# Picea mariana
{{#ifeq:0|0|{{#if:|{{#if:Piceamariana|[[]}}|}}}}
Picea mariana (ялина чорна, англ. black spruce, фр. épinette noire) — вид роду ялина родини соснових.

## Поширення, екологія
Країни проживання: Канада (Альберта, Британська Колумбія, Лабрадор, Манітоба, Нью-Брансвік, Ньюфаундленд, Північно-західні Території, Нова Шотландія, Онтаріо, Острів Принца Едварда, Квебек, Саскачеван, Юкон); США (Аляска, Коннектикут, Мен, Массачусетс, Мічиган, Міннесота, Нью-Гемпшир, Пенсільванія, Род-Айленд, Вермонт, Вісконсин). Росте на болотах. Проживає на висотах від 150 м до 800 м над рівнем моря, іноді в західних горах до 1500 м або 1800 м над рівнем моря, на різних кислих ґрунтах, часто на торфі. Клімат холодний. Річна кількість опадів коливається від 200 до 1400 мм.

## Опис

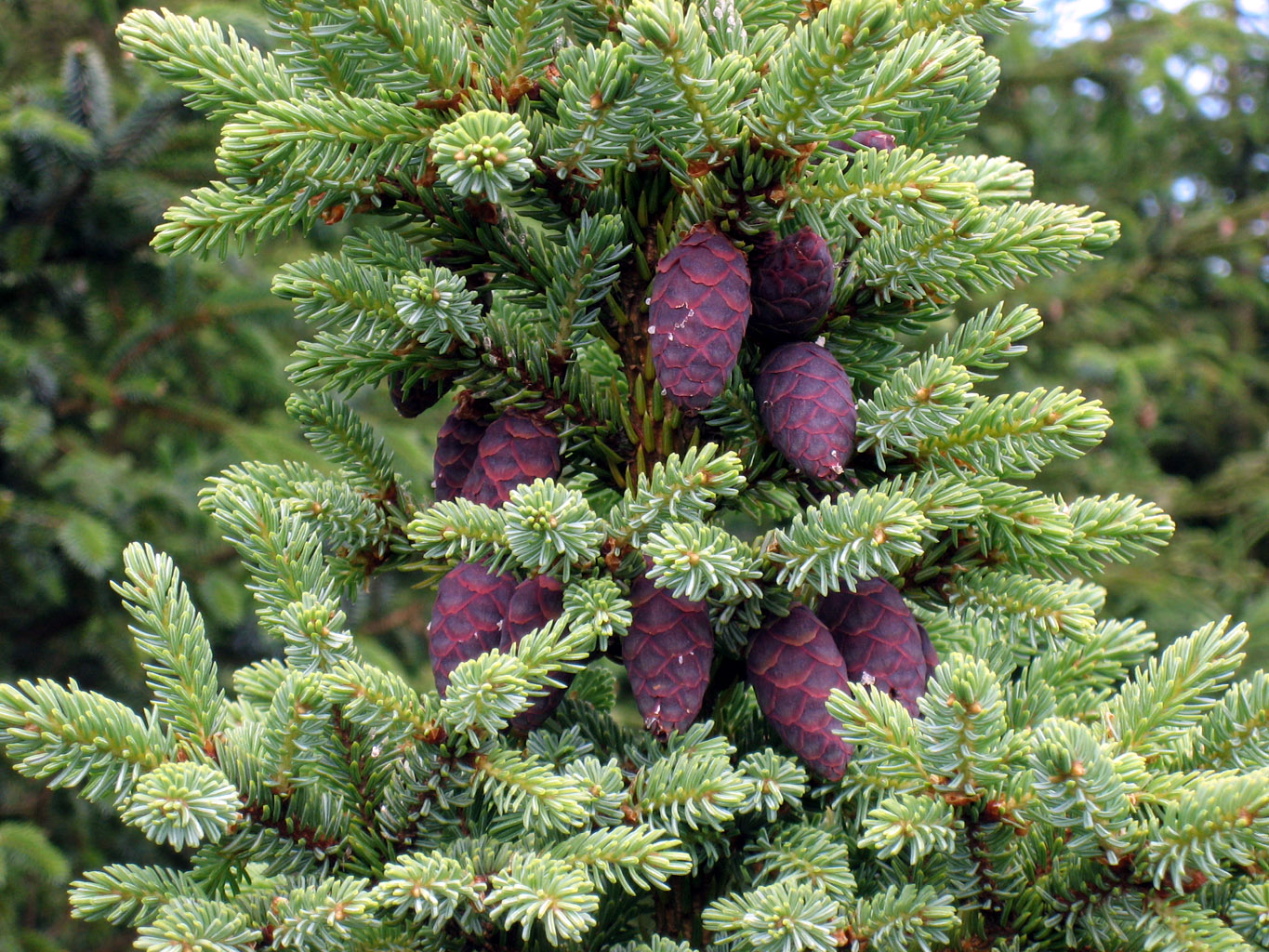
Шишка

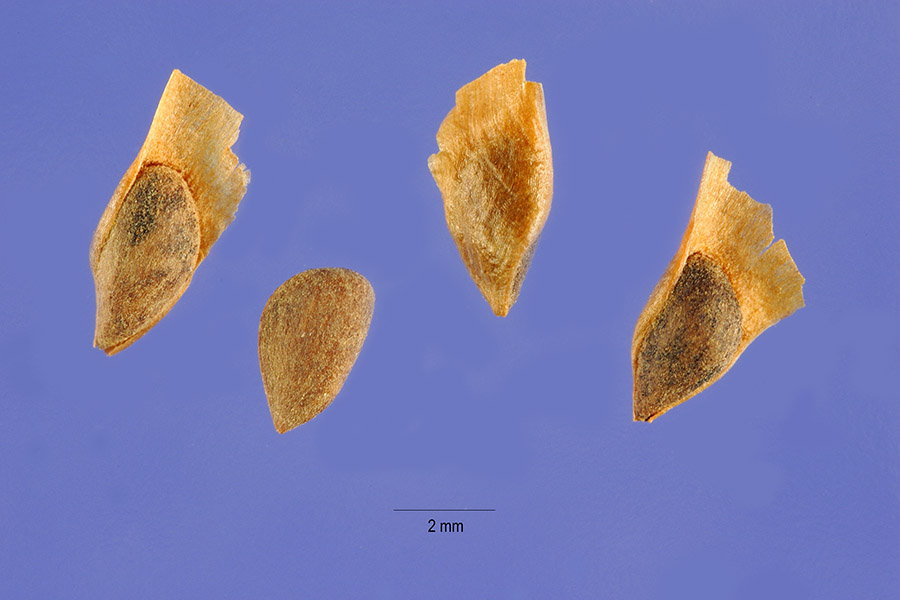
Насіння

В залежності від умов проживання росте як вічнозелене дерево або чагарник до 25 м у висоту і 25 см діаметром (часто набагато менше, виникають криволісся у Полярній Арктиці). Крона вузько конічна. Кора тонка, луската, сіро-бура. Гілки короткі, горизонтальні. Бруньки сіро-коричневі, бл. 3 мм, вершини гострі. Голки 0,6-1,5 (2) см довжиною, від зеленого до блакитно-зеленого кольору, залишаються від 5 до 13 років на дереві. Період цвітіння триває з кінця травня до початку червня. Темно-червоні пилкові шишки довжиною від 12 до 20 міліметрів формуються на периферії крони. Насіннєві шишки 1,5-2,5 (-3.5) см довжиною. 2n = 24. Шишки веретеноподібні, матові, темно-фіолетові, після дозрівання пурпурно-коричневі. Насіння яскраве шоколадно-коричневе без крил близько 2,5 мм в довжину, з крилами близько 10 міліметрів у довжину. Вага зерен від 1,3 до 1,5 грам. Чорна ялина росте дуже повільно, як правило, тільки від 15 до 25 сантиметрів на рік.
Вік 330 років недавно був закріплений для дерева в англ. Sleeping Giant Provincial Park, Онтаріо.

## Використання
Економічно дуже важливе як джерело деревини, особливо в східних районах.

## Загрози та охорона
Загрози не визначені для цьому виду. Зустрічається в багатьох охоронних районах по всьому діапазону поширення.